# Jaco
『JACO』（Jaco）は、ジャズ・ミュージシャン、ジャコ・パストリアスの生涯を描いた2014年製作のアメリカのドキュメンタリー映画。
ポール・マルシャンとステファン・キジャックが監督し、メタリカのベーシスト、ロバート・トゥルージロが、パッション・ピクチャーズのジョン・バトセックとともに製作した。ミュージシャンのインタビューや、パストリアス・ファミリー提供の未公開の写真や映像が収められている。

## インタビューに登場するミュージシャン
- アル・ディ・メオラ
- アルフォンソ・ジョンソン
- アレックス・アクーニャ
- アンソニー・ジャクソン
- ウェイン・コクラン
- ウェイン・ショーター
- カルロス・サンタナ
- クリス・クリストファーソン
- ゲディー・リー
- ジェイムズ・ヘットフィールド
- ジェリー・ジェモット
- ジョー・ザヴィヌル
- ジョニ・ミッチェル
- スティング
- ダリル・ジョーンズ
- マイク・スターン
- マイルス・デイヴィス
- マーカス・ミラー
- ミシェル・ンデゲオチェロ
- ハービー・ハンコック
- ピーター・アースキン
- ピーター・グレイブス
- ブーツィー・コリンズ
- フリー
- ボブ・ミンツァー
- ランディ・ブレッカー
- レニー・ホワイト